# Zabumba

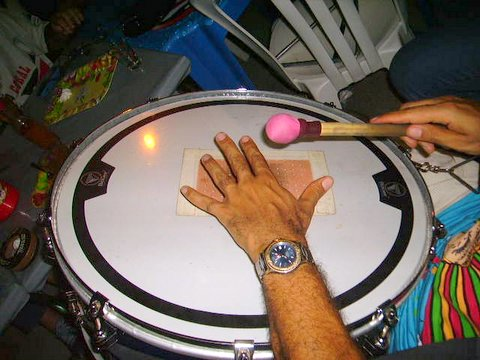
Bumbo zabumba industrial

A zabumba (pronúncia em português: [zaˈbũbɐ]) é um tipo de bumbo usado na música popular brasileira. O tocador usa o tambor em pé e usa as duas mãos enquanto toca.
A zabumba geralmente varia em diâmetro de 16 a 22 polegadas e tem 5 a 8 polegadas de altura. O casco é feito de madeira e pode utilizar pele ou peles de tambor de plástico e geralmente é tensionado através de terminais de metal e hastes de tensão. A cabeça superior é geralmente silenciada com fita ou tira(s) de pano e golpeada com um martelo coberto de pano (segurado na mão direita) para produzir uma nota fundamental baixa com tons mínimos. A cabeça inferior é afinada mais apertada e é atingida com uma vara fina, semelhante a um galho, chamada bacalhau, que é segurada na mão esquerda para produzir um fundamental alto com um ataque agudo e numerosos harmônicos.
Na construção, afinação e técnica de execução, a zabumba é muito semelhante aos bumbos encontrados na região do Mediterrâneo oriental, como o davul.
A zabumba tornou-se conhecida em outras regiões do Brasil, inicialmente, através utilizada nos gêneros de forró, coco, baião e, posteriormente, do trio de forró incluindo xote, xaxado, arrasta-pé ou marcha. O trio instrumental do baião, constituído por sanfona, triângulo e zabumba, foi consagrado por Luiz Gonzaga, que afirma ter incorporado o membranofone inspirado na banda de pífanos. A zabumba é o instrumento responsável pela marcação do ritmo nos trios de forró. Ela é a única responsável pela base de sustentação do pulso, por possuir um som grave e profundo.